# Based on a True Story
Based on a True Story är en amerikansk komediserie från 2023 som är skapad av Craig Rosenberg och Jason Bateman. I huvudrollen ses Kaley Cuoco. Serien hade premiär på Peacock den 8 juni 2023.

## Handling
Serien kretsar kring en fastighetsmäklare, en före detta tennisstjärna och en rörmokare som ser sin chans att kapitalisera på USA:s besatthet av true crime genom att dra igång en true crime podcast.

## Rollista i urval
- Kaley Cuoco - Ava Bartlett
- Chris Messina - Nathan Bartlett
- Tom Bateman - Matt Pierce
- Liana Liberato - Tory Thompson
- Priscilla Quintana - Ruby Gale
- Natalia Dyer - Chloe Lake
- Alex Alomar Akpobome
- Aisha Alfa
- Annabelle Dexter-Jones
- Li Jun Li